# ماكس تيلر
ماكس تيلر (Max Theiler) ـ (بريتوريا، جنوب أفريقيا، 30 يناير 1899 ـ نيو هيفن، الولايات المتحدة، 11 أغسطس 1972) عالم فيروسات جنوب أفريقي، حصل على  جائزة نوبل في الطب لعام 1951 لاكتشافه لقاحاً ضد الحمى الصفراء.

## حياته وتعليمه
ولد تيلر في بريتوريا ـ عاصمة ما كان يسمى آنذاك بالجمهورية الإفريقية الجنوبية (جنوب أفريقيا حاليًا) ـ في 30 يناير 1899، وكان والده أرونلد تيلر عالم جراثيم بيطري من سويسرا. تعلم ماكس تيلر في مدرسة بريتوريا الثانوية للبنين، ثم كلية رودس الجامعية، ثم مدرسة الطب بجامعة كيب تاون، التي تخرج فيها سنة 1918.

## الدراسة في بريطانيا
غادر تيلر جنوب أفريقيا للدراسة في مدرسة طب مستشفى سانت توماس التابعة لكلية الملك بلندن وفي مدرسة لندن لحفظ الصحة وطب المناطق الحارة. وفي سنة 1922 حصل تيلر على شهادة في طب المناطق الحارة وحفظ الصحة وحصل على ترخيص كلية الأطباء الملكية بلندن وعضوية كلية الجراحين الملكية بإنجلترا.

## الانتقال إلى الولايات المتحدة
في سنة 1922 حصل تيلر ـ الراغب في مواصلة العمل بالبحث العلمي ـ على وظيفة بمدرسة جامعة هارفارد لطب المناطق الحارة، حيث قضى سنوات عديدة في دراسة الزحار الأميبي ومحاولة اكتشاف لقاح مضاد لحمى عضة الجرذ.
بعد أن أصبح تيلر مساعدًا للبروفيسور أندرو سيلاردز، شرع في البحث في داء الحمى الصفراء، وفي سنة 1926 فند تيلر فرضية العالم الياباني هيديو نوغوتشي القائلة بأن الحمى الصفراء تنتج عن الإصابة بنوع من البريميات يسمى Leptospira icteroides، وهو ما ثبت صحته سنة 1927 عندما تبين بشكل قاطع أن الحمى الصفراء مرض فيروسي. وفي سنة 1928 أثبت تيلر أن فيروسي الحمى الصفراء في كل من إفريقيا وأمريكا الجنوبية متطابقان مناعيًا، وذلك بعد أن قام أدريات سنوكس بإحداث داء الحمى الصفراء في قرود ريسوس مجلوبة من الهند. ويجدر بالذكر أن تيلر نفسه أصيب بالحمى الصفراء أثناء أبحاثه هذه، ولكنه نجا من الموت بها وتكونت لديه مناعة منها.
في سنة 1930 انتقل تيلر إلى مؤسسة روكفيلر في نيويورك، حيث تبوأ لاحقًا منصب مدير مختبر الفيروسات، كما عمل في وقت لاحق أستاذًا للوبائيات والصحة العامة بجامعة ييل بين عامي 1964 و1967.

## أبحاثه عن الحمى الصفراء
بعد أن قام تيلر بإصابة فئران التجارب بفيروس الحمى الصفراء، اكتشف أن الفيروس الموهَن يعطي مناعة ضد الحمى الصفراء لقرود ريسوس، وهو الاكتشاف الذي أدى إلى أن طوّر تيلر لقاحًا ضد هذا المرض. وقد أنتجت مؤسسة روكفلر بين عامي 1940 و1947 ما يربو على 28 مليون جرعة من هذا اللقاح، الذي كان له الفضل في القضاء على الحمى الصفراء كمرض كان آنذاك واسع الانتشار. وكان هذا الاكتشاف هو الذي أدى إلى منح تيلر جائزة نوبل في الطب لسنة 1951.

## مؤلفاته
شارك تيلر في تأليف ثلاثة كتب، هي:
- العدوى الفيروسية والريكتسية في الإنسان (بالإنجليزية: Viral and Rickettsial Infections of Man)‏ ـ 1948
- الحمى الصفراء (بالإنجليزية: Yellow Fever)‏ ـ 1951
- فيروسات الفقاريات المنقولة بواسطة مفصليات الأرجل (بالإنجليزية: The Arthropod-Borne Viruses of Vertebrates: An Account of The Rockefeller Foundation Virus Program, 1951–1970)‏ ـ 1973، بالاشتراك مع و. ج. داونز.

كما كتب تيلر العديد من الأوراق البحثية في الجريدة الأمريكية لطب المناطق الحارة وحوليات طب المناطق الحارة وعلم الطفيليات.

## الجوائز
- قلادة تشالمرز من الجمعية الملكية لطب المناطق الحارة وحفظ الصحة (1939)
- قلادة فلاتري من جامعة هارفارد (1945)
- جائزة لاسكر من الرابطة الأمريكية للصحة العامة (1949)
- جائزة نوبل في الطب (1951)

## روابط خارجية
- ماكس تيلر على موقع الموسوعة البريطانية (الإنجليزية)
- ماكس تيلر على موقع مونزينجر (الألمانية)
- ماكس تيلر على موقع إن إن دي بي (الإنجليزية)